# Răzvan Martin
Răzvan Constantin Martin (Cluj-Napoca, 22 de diciembre de 1991) es un deportista rumano que compite en halterofilia.
Participó en dos Juegos Olímpicos de Verano, en los años 2008 y 2012, obteniendo una medalla de bronce en Londres 2012, en la categoría de 69 kg; medalla que perdió posteriormente por dopaje.
Ganó cuatro medallas en el Campeonato Europeo de Halterofilia entre los años 2011 y 2018.

## Palmarés internacional
| Juegos Olímpicos   | Juegos Olímpicos      | Juegos Olímpicos | Juegos Olímpicos |
| Año                | Lugar                 | Medalla          | Categoría        |
| ------------------ | --------------------- | ---------------- | ---------------- |
| 2012               | Londres (Reino Unido) | DSC              | 69 kg            |
| Campeonato Europeo |                       |                  |                  |
| Año                | Lugar                 | Medalla          | Categoría        |
| 2011               | Kazán (Rusia)         | Medalla de plata | 69 kg            |
| 2012               | Antalya (Turquía)     | Medalla de oro   | 77 kg            |
| 2013               | Tirana (Albania)      | DSC              | 77 kg            |
| 2017               | Split (Croacia)       | Medalla de plata | 77 kg            |
| 2018               | Bucarest (Rumania)    | Medalla de plata | 77 kg            |